# Midwest rap
Genres dérivés
Rap East Coast, rap West Coast, jazz rap
Le Midwest rap, ou hip-hop Midwest, est un genre musical issu du hip-hop originaire de la région du Midwest, aux États-Unis. Le genre se popularise initialement au milieu des années 1990 grâce à des rappeurs extrêmement rapides connus sous le nom de « choppers » comme Bone Thugs-n-Harmony (Cleveland), Twista et Da Brat (Chicago), Tech N9ne (Kansas City), Atmosphere (Minneapolis), et Eminem (Détroit).
Cependant, tandis que ces artistes sont les premiers à introniser le Midwest rap, qui rivalise en popularité avec les styles West Coast et East Coast, des groupes et artistes qui suivent commencent à émerger comme Nelly, D12, Common et Kanye West mais partagent très peu de similitudes. D'autres rappeurs et producteurs du Midwest notables incluent : Brother Ali, Lupe Fiasco, Royce Da 59, J Dilla, Elzhi, Kid Cudi, Freddie Gibbs, et Obie Trice. Du fait que ces groupes partagent constamment très peu de points communs en matière musicale, le son Midwest « typique » est très difficile à définir. Une caractéristique du Midwest rap est le tempo qui peut osciller entre 90 et 180 BPM.

## Style
La scène Midwest est très diversifiée mais il existe cependant des caractéristiques générales, la plus flagrante est l'utilisation d'un flow rapide et vif, comme l'utilisent par exemple Eminem, Twista, Da Brat ou encore Tech N9ne. Mais le son reste assez différent en fonction de la ville ou de l'État d'origine du rappeur, ce qui engendre une certaine difficulté à différencier musicalement ce genre des autres.

## Scènes
Selon la situation géographique de la ville (nord/sud), les influences des rappeurs Midwest sont différentes, ce qui donne une grande diversité de son.

### Chicago

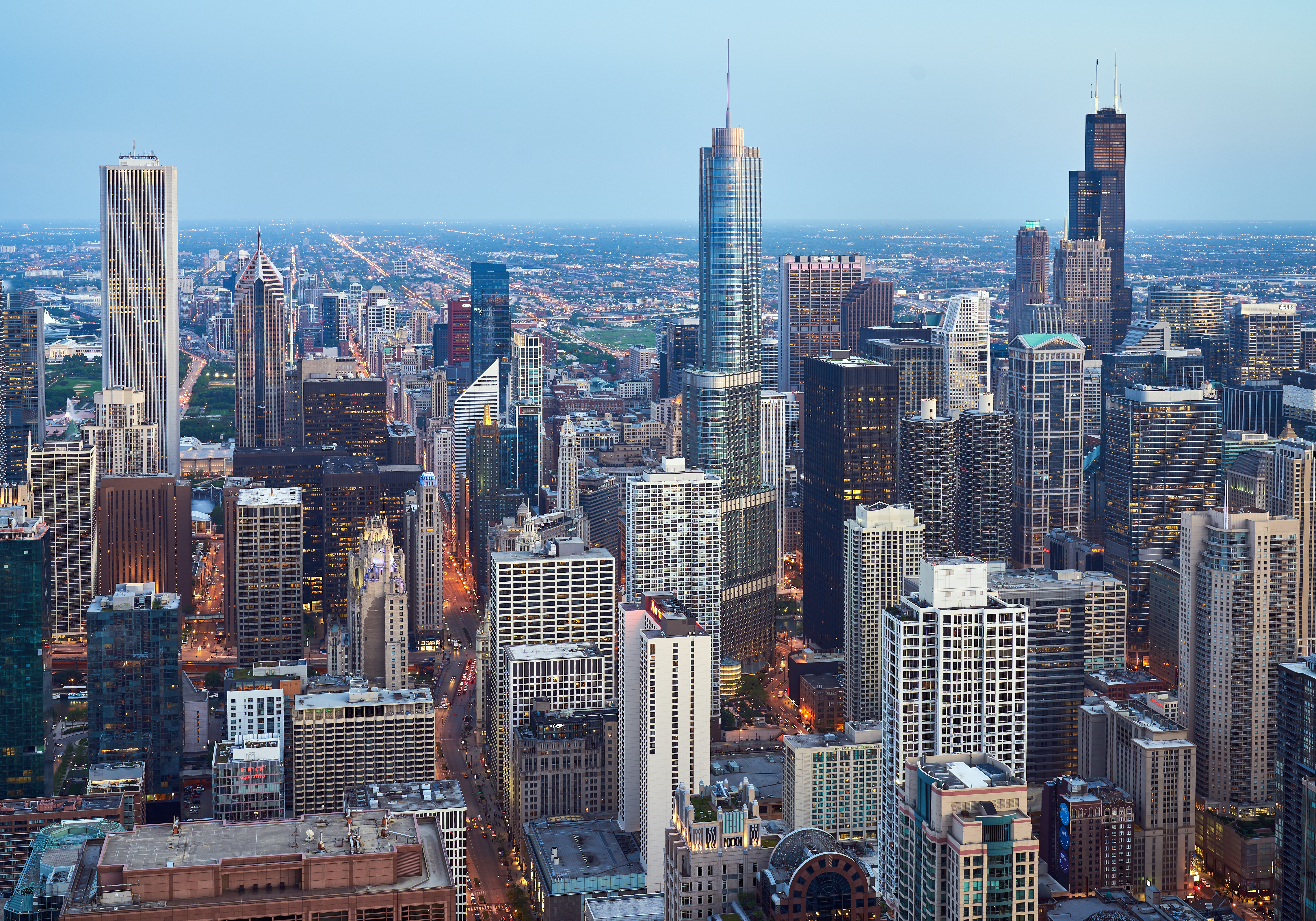
Chicago.

Chicago (Illinois), la plus grande ville de la région du Midwest et troisième des États-Unis, n'a pas échappé à l'essor de la culture hip-hop au début des années 1990. Durant l'âge d'or du rap, un certain nombre d'artistes de talent, comme le rappeur Common, dont la musique se caractérise par une large utilisation d'échantillons de morceaux jazz et soul, de même qu'une écriture pacifiste et érudite, s'y sont révélés. Le charismatique Twista, surtout reconnu comme étant le rappeur au flow le plus rapide ou encore Da Brat, une rappeuse qui a eu un grand succès au cours de cette période, découverte entre autres par le producteur Jermaine Dupri du label So So Def. Parmi ceux-là, citons aussi Lupe Fiasco, Crucial Conflict, Rhymefest et GLC. Chicago compte également de nombreux rappeurs underground, donc pas connus en dehors des frontières de l'Illinois, voire de la ville.
Chicago possède une scène rap underground prospère. Des blogs comme Fake Shore Drive, SBG (See Beyond Genre) et Midwest Live sont devenus le « nerf central » de la scène rap underground locale. Un film réalisé en 2009, I Am Hip Hop: The Chicago Hip Hop Documentary  documente la scène rap underground de Chicago entre 2004 et 2009. En 2009, la chanson Legendary publiée par les rappeurs de Chicago Saurus and Bones, Twista, et AK-47 de Do or Die démontre un style Midwest de paroles rapides et d'un rythme sombre,. Kevin Beecham alias Formless compile et écrit The Chicago Hip Hop Story qui est présenté sur le site de hip-hop basé à Chicago du label Galapagos4.

### Cleveland
Le groupe le plus populaire originaire de cette ville de l'Ohio est les Bone Thugs-N-Harmony. Leur style est dans la lignée du style Midwest avec des flows rapides comme le rappeur MGK mais restant tout à fait efficaces. Leurs influences sont plutôt West Coast.

### Détroit

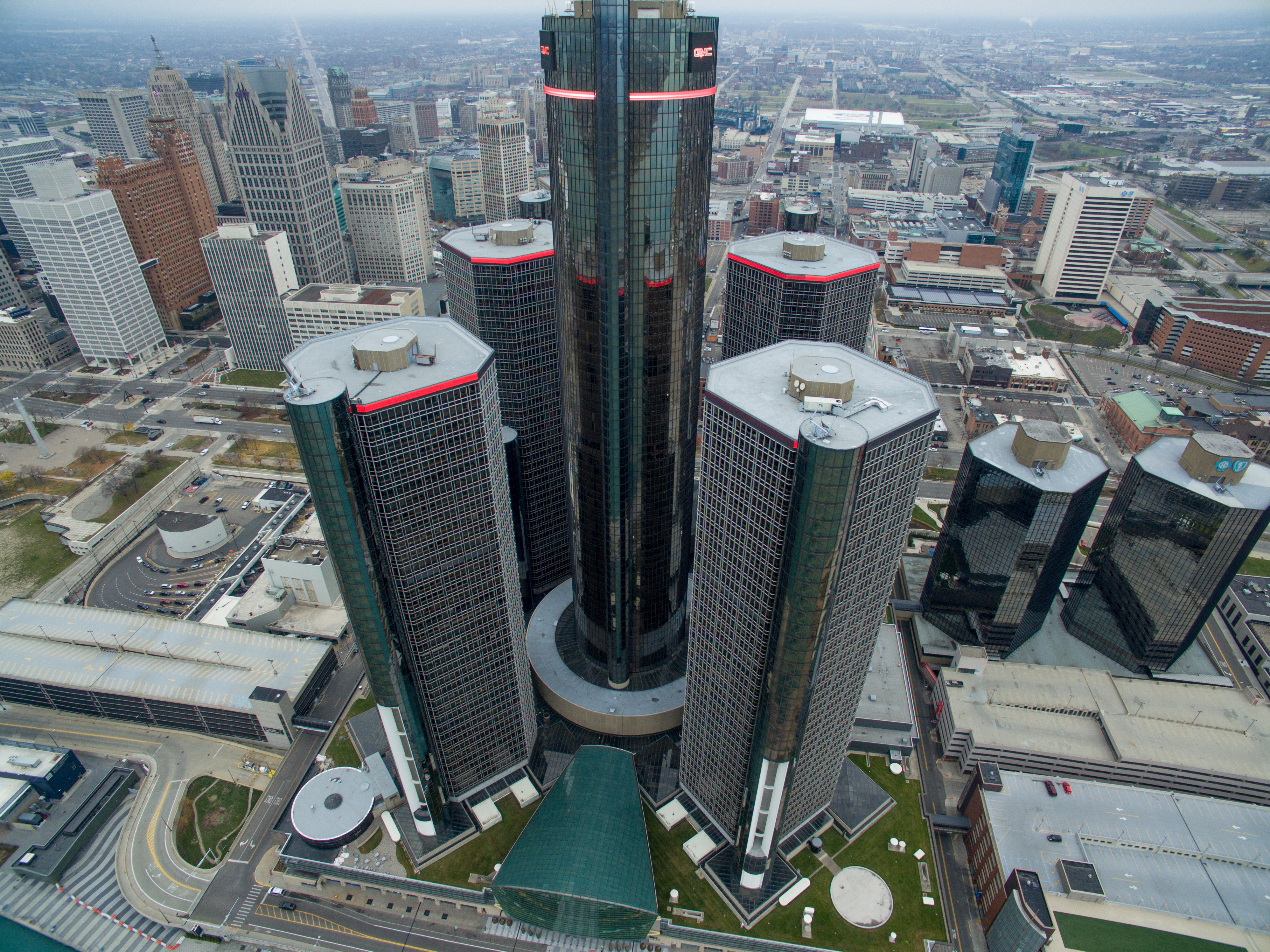
Détroit.

Détroit est une des villes phare qui a mis le Midwest sur la carte (en grande partie grâce à Eminem). Le style ressemble beaucoup au style du rap East Coast mais avec une touche parfois plus sombre et plus déjantée à l'image d'Eminem ou des D12.
Détroit compte un bon nombre d'artistes classiques (dont Eminem déjà cité) comme Royce da 5'9", Trick-Trick ou Obie Trice, des stars émergentes comme J Dilla, la figure mythique, ou des petits nouveaux comme Elzhi de Slum Village, PPP, Frank-N-Dank et Black Milk. Le film 8 mile de Curtis Hanson avec Eminem traite du rap à Détroit. Lose Yourself, présente sur la bande originale du film, reçu l'Oscar de la meilleure chanson originale.

### Saint-Louis
Saint-Louis dans le Missouri a toujours été une ville festive qui s’est toujours adaptée à la musique qui a été créée. Bien que plusieurs artistes comme Nelly ou encore Chingy connaissent une renommée nationale et internationale, la ville a eu un certain nombre de succès et de rappeurs locaux, comme Sylk Smoove, Da Hol 9, Taylor Made, County Brown, Pretty Willie, Out of Order, Raw Reese, Vic Damone, Spaide Ripper et Ruka Puff, ou les meilleures chansons de rap de St Louis comme My Life Is Like a Whirlwind, Mobb Out, Nina Pop, Nikki ou Catch 22.

### Kansas City
Pour la ville de Kansas City (Missouri), Tech N9ne en est l'ambassadeur emblématique. On peut également citer d'autres artistes comme Fat Tone. Eminem est quant à lui né dans la périphérie de Kansas City mais a vécu la majeure partie de sa vie à Détroit (Michigan).

### Minneapolis
Sandman sort du lot, puisqu'il a sorti deux albums, The King of Hallucination et Not Secrets No Lies, tout simplement énormes mais assez difficiles à trouver en France. Dans le rap underground, Sandman est l'un des artistes les plus talentueux.
c'est surtout le groupe Atmosphere qui inscrit la ville de Minneapolis (Minnesota) sur la carte du rap.
Le label Rhymesayers Entertainment contribue largement au développement du rap au sein des Twins Cities (Minneapolis-Saint Paul) avec la production d'artistes de qualité tel que Brother Ali, Atmosphere, Toki Wright et d'autres.